# Quân hàm Lực lượng vũ trang nhân dân Campuchia
Quân hàm Lực lượng vũ trang nhân dân Campuchia là hệ thống cấp bậc quân sự của Cộng hòa Nhân dân Campuchia, được sử dụng bởi Lực lượng vũ trang cách mạng nhân dân Campuchia (1979-1989) và sau đó là Lực lượng vũ trang nhân dân Campuchia (1989-1993).
Sau khi đánh bại chính quyền Khmer Đỏ và kiểm soát hầu hết lãnh thổ, Lực lượng vũ trang cách mạng nhân dân Campuchia  chính quy hoá. Một hệ thống cấp bậc  và phù hiệu quân sự kiểu Liên Xô đã được áp dụng trong giai đoạn 1979-1993. Trong cả lục quân, hải quân và không quân, hệ thống cấp hiệu và danh xưng quân hàm giống nhau hoàn toàn, chỉ có vài điểm khác biệt nhỏ trên phù hiệu và quân phục. 
Sau khi Vương quốc Campuchia được tái lập, Lực lượng vũ trang nhân dân Campuchia được sát nhập vào Quân đội Hoàng gia Campuchia, sử dụng trở lại kiểu quân hàm quân đội Pháp truyền thống trước đây. 

## Cấp bậc sĩ quan
| Lực lượng | Cấp Soái                    | Cấp Soái                 | Cấp Tướng                | Cấp Tướng                | Cấp Tướng                | Cấp Tướng                  | Cấp Tướng                  | Cấp Tướng                   | Cấp Tướng            | Cấp Tướng            | Cấp Tá               | Cấp Tá                 | Cấp Tá                 | Cấp Tá              | Cấp Tá              | Cấp Tá                | Cấp Úy                | Cấp Úy                | Cấp Úy                | Cấp Úy              | Cấp Úy              | Cấp Úy | Cấp Úy | Cấp Úy | Học viên sĩ quan | Học viên sĩ quan | Học viên sĩ quan | Học viên sĩ quan | Học viên sĩ quan | Học viên sĩ quan | Học viên sĩ quan | Học viên sĩ quan | Học viên sĩ quan | Học viên sĩ quan | Học viên sĩ quan | Học viên sĩ quan |
| --- | --------------------------- | ------------------------ | ------------------------ | ------------------------ | ------------------------ | -------------------------- | -------------------------- | --------------------------- | -------------------- | -------------------- | -------------------- | ---------------------- | ---------------------- | ------------------- | ------------------- | --------------------- | --------------------- | --------------------- | --------------------- | ------------------- | ------------------- | ------ | ------ | ------ | ---------------- | ---------------- | ---------------- | ---------------- | ---------------- | ---------------- | ---------------- | ---------------- | ---------------- | ---------------- | ---------------- | ---------------- |
| Lực lượng vũ trang cách mang nhân dân Campuchia · (1979-1986) ·                                                       |                             |                          |                          |                          |                          |                            |                            |                             |                      |                      |                      |                        |                        |                     |                     |                       |                       |                       |                       |                     |                     |        |        |        |                  |                  |                  |                  |                  |                  |                  |                  |                  |                  |                  |                  |
| នាយឧត្តមសេនីយ៍ Néayʼŏttâmôséniy                                                                                            | នាយឧត្តមសេនីយ៍ Néayʼŏttâmôséniy  | ឧត្ដមសេនីយ៍ឯក Ŭtdâmôséniy êk | ឧត្ដមសេនីយ៍ឯក Ŭtdâmôséniy êk | ឧត្តមសេនីយ៍ទោ Ŭtdâmôséniy toŭ | ឧត្តមសេនីយ៍ទោ Ŭtdâmôséniy toŭ | ឧត្តមសេនីយ៍ត្រី Ŭtdâmôséniy trei | ឧត្តមសេនីយ៍ត្រី Ŭtdâmôséniy trei | សេនីយ៍ជាន់ខ្ពស់ Senīya cŏən khpŭəh | វរសេនីយ៍ឯក Vôrôséniy êk | វរសេនីយ៍ទោ Vôrôséniy toŭ | វរសេនីយ៍ទោ Vôrôséniy toŭ | វរសេនីយ៍ត្រី Vôrôséniy trei | វរសេនីយ៍ត្រី Vôrôséniy trei | អនុសេនីយ៍ឯក Ânŭséniy êk | អនុសេនីយ៍ទោ Ânŭséniy toŭ | អនុសេនីយ៍ត្រី Ânŭséniy trei | អនុសេនីយ៍ត្រី Ânŭséniy trei | អនុសេនីយ៍ទីបី Ânŭséniy dīpī | អនុសេនីយ៍ទីបី Ânŭséniy dīpī | នាយចំណង់ Neaychamnng   | នាយចំណង់ Neaychamnng   |        |        |        |                  |                  |                  |                  |                  |                  |                  |                  |                  |                  |                  |                  |
| Lực lượng vũ trang cách mang nhân dân Campuchia · (1987-1989) · Lực lượng vũ trang nhân dân Campuchia · (1989–1993) · |                             |                          |                          |                          |                          |                            |                            |                             |                      |                      |                      |                        |                        |                     |                     |                       |                       |                       |                       |                     |                     |        |        |        |                  |                  |                  |                  |                  |                  |                  |                  |                  |                  |                  |                  |
| នាយឧត្តមសេនីយ៍ Néayʼ ŏttâmôséniy                                                                                           | នាយឧត្តមសេនីយ៍ Néayʼ ŏttâmôséniy | ឧត្ដមសេនីយ៍ឯក Ŭtdâmôséniy êk | ឧត្ដមសេនីយ៍ឯក Ŭtdâmôséniy êk | ឧត្តមសេនីយ៍ទោ Ŭtdâmôséniy toŭ | ឧត្តមសេនីយ៍ទោ Ŭtdâmôséniy toŭ | ឧត្តមសេនីយ៍ត្រី Ŭtdâmôséniy trei | ឧត្តមសេនីយ៍ត្រី Ŭtdâmôséniy trei | សេនីយ៍ជាន់ខ្ពស់ Senīya cŏən khpŭəh | វរសេនីយ៍ឯក Vôrôséniy êk | វរសេនីយ៍ទោ Vôrôséniy toŭ | វរសេនីយ៍ទោ Vôrôséniy toŭ | វរសេនីយ៍ត្រី Vôrôséniy trei | វរសេនីយ៍ត្រី Vôrôséniy trei | អនុសេនីយ៍ឯក Ânŭséniy êk | អនុសេនីយ៍ទោ Ânŭséniy toŭ | អនុសេនីយ៍ត្រី Ânŭséniy trei | អនុសេនីយ៍ត្រី Ânŭséniy trei | អនុសេនីយ៍ទីបី Ânŭséniy dīpī | អនុសេនីយ៍ទីបី Ânŭséniy dīpī | នាយចំណង់ Néayʼ chamnng | នាយចំណង់ Néayʼ chamnng |        |        |        |                  |                  |                  |                  |                  |                  |                  |                  |                  |                  |                  |                  |
| Lực lượng | Cấp Soái                    | Cấp Soái                 | Cấp Tướng                | Cấp Tướng                | Cấp Tướng                | Cấp Tướng                  | Cấp Tướng                  | Cấp Tướng                   | Cấp Tướng            | Cấp Tướng            | Cấp Tá               | Cấp Tá                 | Cấp Tá                 | Cấp Tá              | Cấp Tá              | Cấp Tá                | Cấp Úy                | Cấp Úy                | Cấp Úy                | Cấp Úy              | Cấp Úy              | Cấp Úy | Cấp Úy | Cấp Úy | Học viên sĩ quan | Học viên sĩ quan | Học viên sĩ quan | Học viên sĩ quan | Học viên sĩ quan | Học viên sĩ quan | Học viên sĩ quan | Học viên sĩ quan | Học viên sĩ quan | Học viên sĩ quan | Học viên sĩ quan | Học viên sĩ quan |

## Cấp bậc khác
| Lực lượng vũ trang cách mạng nhân dân Campuchia · (1979-1989) · Lực lượng vũ trang nhân dân Campuchia · (1989-1993) · |                   |                   |                   |                   |                   |                   |                   |                     |                     |                     |                     |                     |                     |              |              |              |              |              |              |             |             |             |             |             |             |             |             |             |          |          |          |          |          |          |          |          |
| ពលបាលឯក Pôlôbal êk | ពលបាលឯក Pôlôbal êk | ពលបាលទោ Pôlôbal toŭ | ពលបាលទោ Pôlôbal toŭ | ពលបាលទោ Pôlôbal toŭ | ពលបាលទោ Pôlôbal toŭ | ពលបាលទោ Pôlôbal toŭ | ពលបាលទោ Pôlôbal toŭ | ពលបាលត្រី Pôlôbal trei | ពលបាលត្រី Pôlôbal trei | ពលបាលត្រី Pôlôbal trei | ពលបាលត្រី Pôlôbal trei | ពលបាលត្រី Pôlôbal trei | ពលបាលត្រី Pôlôbal trei | នាយឯក Néay êk | នាយឯក Néay êk | នាយឯក Néay êk | នាយឯក Néay êk | នាយទោ Néay toŭ | នាយទោ Néay toŭ | ពលទោ Pôl toŭ | ពលទោ Pôl toŭ |             |             |             |             |             |             |             |          |          |          |          |          |          |          |          |
| Rank group | Senior NCOs       | Senior NCOs       | Senior NCOs       | Senior NCOs       | Senior NCOs       | Senior NCOs       | Senior NCOs       | Senior NCOs         | Senior NCOs         | Senior NCOs         | Senior NCOs         | Senior NCOs         | Senior NCOs         | Senior NCOs  | Senior NCOs  | Senior NCOs  | Senior NCOs  | Senior NCOs  | Senior NCOs  | Senior NCOs | Senior NCOs | Senior NCOs | Junior NCOs | Junior NCOs | Junior NCOs | Junior NCOs | Junior NCOs | Junior NCOs | Enlisted | Enlisted | Enlisted | Enlisted | Enlisted | Enlisted | Enlisted | Enlisted |